# La mejor actriz
La mejor actriz (título original: Best Actress) es un telefilme canadiense-estadounidense de comedia y crimen de 2000, dirigido por Harvey Frost, que a su vez lo escribió junto a Robert C. Cooper y basado en la novela de John Kane, musicalizado por Ari Wise, en la fotografía estuvo Gordon Verheul y los protagonistas son Thomas Calabro, Jaime Pressly y Rachel Hunter, entre otros. Este largometraje fue realizado por Shavick Entertainment y E! Entertainment Television; se estrenó el 18 de marzo de 2000.

## Sinopsis
Cinco mujeres con vidas muy distintas luchan por un gran premio. La situación se complica cuando aparece un cadáver y todas quedan como sospechosas.